# Hiptage marginata
Hiptage marginata är en tvåhjärtbladig växtart som beskrevs av Arenes. Hiptage marginata ingår i släktet Hiptage och familjen Malpighiaceae. Inga underarter finns listade i Catalogue of Life.